# 記帳所事件
記帳所事件（きちょうじょじけん）は、1989年の昭和天皇崩御に伴う公費による記帳所開設を違法として、天皇に対して損害賠償を求めた住民訴訟。天皇に民事裁判権があるかについて争われた。

## 概要
天皇の地位にあった昭和天皇は1988年9月19日に吐血して重体に陥り1989年1月7日に崩御して天皇の地位は皇太子である明仁（現：上皇明仁）が世襲した。沼田武千葉県知事は1988年9月23日から1989年1月6日までの期間は昭和天皇の病気快癒のために県民記帳所を設け、公費を支出した。
千葉県民の原告Xは当該公費支出は違法であり、明仁（第125代天皇）は記帳所設置費用相当額を不正に利得したとして、地方自治法第242条の2第1項第4号に基づいて、千葉県に代位して昭和天皇の相続人である明仁に対して損害賠償請求の住民訴訟を提起した。
1989年3月6日に千葉地方裁判所は天皇は民事裁判の当事者たりえないとして、天皇が被告として記載されている訴状そのものを却下した。同年4月4日に東京高等裁判所は本件は民事訴訟法第228条の訴状却下事由には該当しないとして訴状却下命令を取り消した。
1989年5月24日に差戻し後の千葉地裁は「象徴という特殊な地位に鑑み、公人としての天皇に係る行為については、内閣が直接的に又は宮内庁を通じて間接的に補佐することになり、その行為に対する責任もまた内閣が負うことになるので、天皇に対しては民事裁判権がない」「天皇が記帳所に置いて国民から病気平癒の見舞いの記帳を受けるということは、天皇の象徴たる地位に由来する公的なものであり、したがって天皇の地位を離れた純粋に私的なものであるとみることはできない」として訴えを却下した。
1989年7月19日に東京高裁は「天皇といえども日本国籍を有する自然人の一人であって、日常生活において、私法上の行為をなすことがあり、その効力は民法その他の実体私法の定めるところに従うことになるが、このことから直ちに天皇も民事裁判権に服すると解することはできない。仮に天皇に対しても民事裁判権が及ぶとするなら、民事及び行政の訴訟において天皇と言えども被告適格を有し、また証人となる義務を負担することになるが、このようなことは日本国の象徴であるという天皇の憲法上の地位とは全くそぐわないものである。そして、このように解されることが天皇は刑事訴訟において訴追されるようなことはないし、また公職選挙法上選挙権及び被選挙権を有しないと一般に理解されていることと整合する」として控訴を棄却した。
1989年11月20日に最高裁判所は「天皇は日本国の象徴であり日本国民統合の象徴であることに鑑み、天皇には民事裁判権が及ばないものと解するのが相当である。したがって、訴状において天皇を被告とする訴えについては、その訴状を却下すべきものであるが、本件訴えを不適法とした第一審判決を維持した原判決はこれを違法として破棄するまでもない」として上告を棄却した。

## 最高裁判決について
最高裁判決について学説では私的行為について民事責任を問われることと象徴であることは必ずしも矛盾しないとして批判する声もある。